# Nambalia
Nambalia is een geslacht van plantenetende dinosauriërs, behorend tot de groep van de Sauropodomorpha, dat tijdens het late Trias leefde in het gebied van het huidige India.

## Vondst en naamgeving
De typesoort Nambalia roychowdhurii is in 2011 benoemd en beschreven door Fernando Emilio Novas, Martin Ezcurra, Sankar Chatterjee en Tharavat S. Kutty. De geslachtsnaam verwijst naar het plaatsje Nambal. De soortaanduiding eert de Indiase paleontoloog Tapan Roy-Chowdhury.
Fossielen van Nambalia zijn ten noorden van Nambal door Kutty in Andhra Pradesh gevonden in de bovenste Maleriformatie die stamt uit het Norien-Rhaetien, ongeveer 204 miljoen jaar oud. Het holotype, ISI R273 1-3, bestaat uit een gedeeltelijk skelet: het rechterdarmbeen, het linkerdijbeen, de onderkant van een linkerscheenbeen en kuitbeen met daaraan verbonden een sprongbeen en een calcaneum. Een aantal losse wervels en botten uit de ledematen en het bekken, specimina ISI R273 4-29, zijn aangewezen als paratypen. Het gaat hierbij om minstens twee andere skeletten die bij het holotype zijn aangetroffen. Een daarvan betreft een jong dier en ook het andere individu en het holotype waren wellicht niet volgroeid.

## Beschrijving
Het holotype van Nambalia is zo'n drie meter lang.
De beschrijvers wisten enkele onderscheidende eigenschappen vast te stellen. Eén daarvan is een autapomorfie, unieke afgeleide eigenschap. Het dijbeen is aan het onderste uiteinde slechts licht verbreed. 
Verder is er een unieke combinatie van op zich niet unieke kenmerken. Aan de onderkant van het dijbeen is de groeve tussen de voorste gewrichtsknobbels ondiep. De opgaande tak van het sprongbeen heeft op de voorzijde een putvormige uitholling. Het voorste zijuitsteeksel van het sprongbeen is in bovenaanzicht groter dan het achterste. De onderkant van het sprongbeen is recht in vooraanzicht. De binnenste knobbel van het sprongbeen is driehoekig in vooraanzicht.

## Fylogenie
Nambalia is volgens de beschrijvers een vrij basale soort in de Sauropodomorpha, buiten de Plateosauria gelegen en boven Thecodontosaurus of Pantydraco maar onder Efraasia in de stamboom geplaatst.